# SK온
SK온은 2021년 SK이노베이션의 축전지부문을 물적분할하여 설립된 회사다. 본사는 서울특별시 종로구 종로 26 (서린동)에 있다.

## 역사
- 2021년 - SK이노베이션에서 물적분할 하여 설립
- 2024년 - SK트레이딩인터내셔널과 합병

## 사업장
- 본사 : 서울특별시 종로구 종로 26 SK빌딩
- 연구원 : 대전광역시 유성구 엑스포로 325
- 서산공장 : 충남 서산시 지곡면 무장산업로 59-122
- 해외 : 아메리카, 유럽, 아시아

## 경쟁사
- LG에너지솔루션
- 삼성SDI